# Faustina Pignatelli
Faustina Pignatelli Carafa, princesa de Colubrano (Nápoles 1705-Nápoles, 1785), fue una científica italiana. Fue la segunda mujer en ser elegida miembro de la Academia de Ciencias de Bolonia (1732). En el año 1734 publicó el Problemata Mathematica. 
Tras su matrimonio con el poeta Francesco Domenico Carafa en 1724, recibió el principado de Colubrano como dote de su padre. Junto a su hermano Peter, fue educada por Nicola De Martino, y fue fundamental en la introducción de las teorías de Isaac Newton en Nápoles. Fue una participante importante en el debate científico en Italia y mantenía correspondencia con la Academia Francesa de Ciencias. Francesco Maria Zanotti la mencionó como una matemática dotada en la Academia de Ciencias del Instituto de Bolonia en 1745.
Dama de la Orden de la Cruz Estrellada, 3 de mayo de 1732.